# 1971 aux échecs
| Années des échecs : 1968 - 1969 - 1970 - 1971 - 1972 - 1973 - 1974    |
| Décennies des échecs : 1940 - 1950 - 1960 - 1970 - 1980 - 1990 - 2000 |

Cet article présente les faits marquants de l'année 1971 aux échecs.

## Événements majeurs
- Bobby Fischer remporte le tournoi des candidats pour le championnat du monde d'échecs 1972.
- Anatoli Karpov et Leonid Stein remportent le mémorial Alekhine.

## Championnats nationaux
- Argentine : Jorge Rubinetti remporte le championnat[1],[2]. Chez les femmes, Aida Karguer s’impose.
- Autriche : Karl Röhrl remporte le championnat[3]. Chez les femmes, pas de championnat[4].
- Belgique : Josef Boey et Roeland Verstraeten remportent le championnat[5]. Chez les femmes, pas de championnat [6].
- Brésil : Jose Pinto Paiva remporte le championnat[7]. Chez les femmes, c’est Ligia Imam Alvim qui s’impose.
- Canada : Pas de championnat[8].
- Chine : Pas de championnat[9].
- Écosse : E Holt et Roddy McKay remportent le championnat[10].
- Espagne : Juan Manuel Bellón López remporte le championnat[11]. Chez les femmes, c’est Pepita Ferrer qui s’impose[12].
- États-Unis : Pas de championnat[13] masculin, ni féminin[14].
- Finlande: Ilkka Juhani Sarén remporte le championnat[15].
- France : Jean-Claude Letzelter remporte le championnat [16]. Chez les femmes, pas de championnat[17].
- Inde : Manuel Aaron remporte le championnat[18].
- Iran : Khosro Harandi remporte le championnat[19].

- Pays-Bas : Hans Ree remporte le championnat [20]. Chez les femmes, c’est Rie Timmer qui s’impose.
- Pologne : Włodzimierz Schmidt remporte le championnat[21].
- Royaume-Uni : Raymond Keene remporte le championnat[22].

- Suisse : Heinz Schaufelberger remporte le championnat [23]. Chez les dames, c’est Elsa Lüssy qui s’impose[24].
- RSS d'Ukraine : Youri Kots remporte le championnat[25],[26], dans le cadre de l’U.R.S.S.. Chez les femmes, Lidia Semenova s’impose[27].
- République fédérative socialiste de Yougoslavie : Predrag Ostojić et Milan Vukic remportent le championnat[28],[29]. Chez les femmes, Henrijeta Konarkowska-Sokolov s’impose.

## Naissances
- Michael Adams
- Vladimir Akopian
- Viktor Bologan

## Nécrologie
- En 1971 : Dora Trepat de Navarro, Abram Blass (en)
- 8 février : Luis Argentino Palau (en)
- 28 février : Hans Müller (en)
- 16 mars : Emil Richter (en)
- 12 avril : Erling Myhre (en)
- 2 mai : Olaf Barda
- 20 mai : Iosif Pogrebyssky (en)
- 13 juin : Michele Riello (en)
- 29 juin : Carel van den Berg (en)
- 29 juillet : Marie Jeanne Frigard
- 27 septembre : José Joaquín Araiza (en)
- 6 octobre : Victor Kahn
- 31 octobre : Aleksandr Zaïtsev
- 22 décembre : Lorenzo Bauzá (en)